# Josephine Hull
Josephine Hull, nata Josephine Sherwood (Newtonville, 3 gennaio 1877 – New York, 12 marzo 1957), è stata un'attrice statunitense.

## Biografia
Iniziò la sua carriera a teatro come Josephine Sherwood affermandosi sui palcoscenici di Broadway insieme al marito Shelley Hull, fratello di un altro attore, Henry Hull. L'attrice, dopo la morte del marito nel 1919 durante l'epidemia di spagnola, approdò al cinema dopo essersi ritirata per qualche anno dal palcoscenico. Nota caratterista cinematografica, vinse il premio Oscar alla miglior attrice non protagonista nel 1951 per la sua interpretazione in Harvey. Dal grande pubblico, viene ricordata anche come una delle due vecchiette assassine di Arsenico e vecchi merletti, sia nella versione teatrale che nel film del 1944, considerato uno dei classici di Frank Capra.

## Filmografia

### Cinema
- The Bishop's Candlesticks, regia di George Abbott - cortometraggio (1929)
- After Tomorrow, regia di Frank Borzage (1932)
- Careless Lady, regia di Kenneth MacKenna (1932)
- Arsenico e vecchi merletti (Arsenic and Old Lace), regia di Frank Capra (1944)
- Harvey, regia di Henry Koster (1950)
- La lettera di Lincoln (The Lady from Texas), regia di Joseph Pevney (1951)

### Televisione
- The Ford Theatre Hour – serie TV, episodio 1x07 (1949)
- Studio One – serie TV, episodio 2x19 (1950)
- The Philco Television Playhouse – serie TV, episodio 3x03 (1950)
- Schlitz Playhouse of Stars – serie TV, episodio 1x14 (1952)
- Lights Out – serie TV, episodi 4x29-4x55 (1952)
- Lux Video Theatre – serie TV, episodi 1x15-2x06-3x29 (1951-1953)
- The United States Steel Hour – serie TV, episodio 3x01 (1955)

## Doppiatrici italiane
- Clara Ristori in Arsenico e vecchi merletti
- Giovanna Scotto in Harvey

## Riconoscimenti
- Premi Oscar 1951 – Oscar alla miglior attrice non protagonista per Harvey